# 스쿠비 두 (캐릭터)

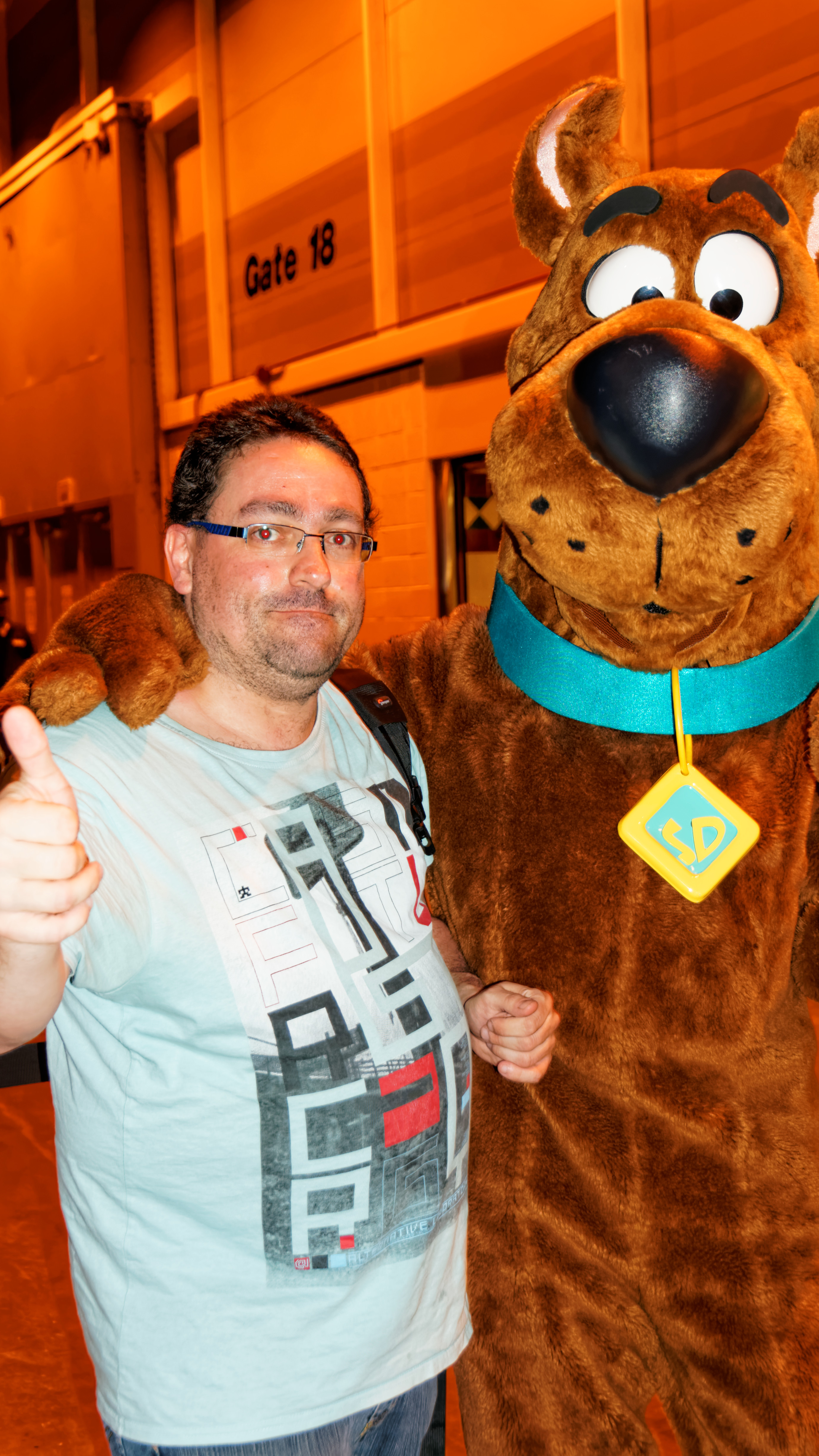

스쿠비 두(영어: Scooby Doo, 일본어: クルッパー)는 미국 애니메이션 회사 해나 바베라가 1969년에 만든 '동일한 이름'의 애니메이션 TV 프랜차이즈의 시조 캐릭터이자 주인공.

## 같이 보기
- 윌리엄 해나
- 조지프 바베라